# Lipno (ville)

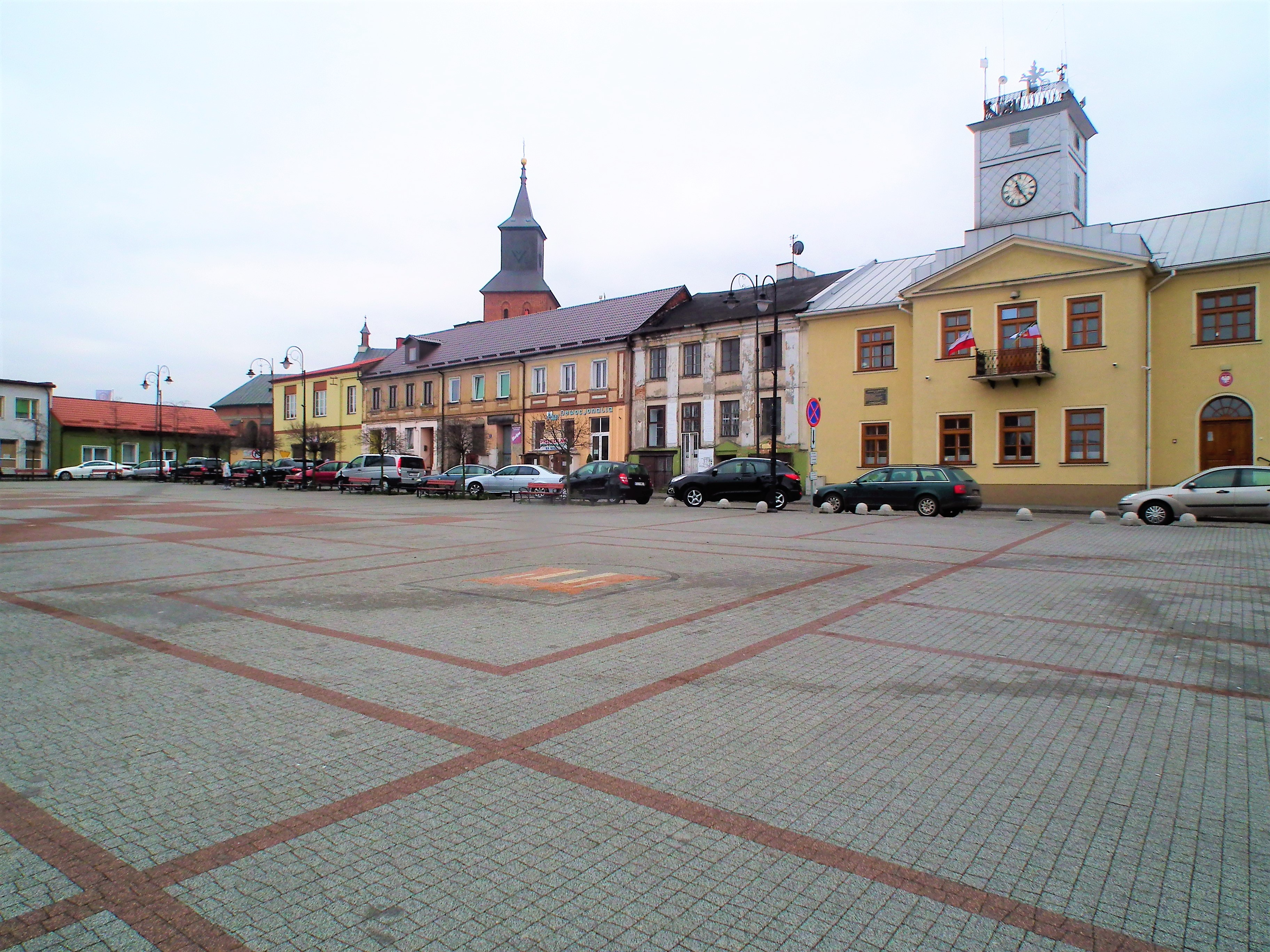
La place du marché de Lipno.

Lipno (en allemand, Leipe) est une ville polonaise du powiat de Lipno, située dans la voïvodie de Couïavie-Poméranie.
Elle couvre une superficie de 10,99 km2 et comptait 14 884 habitants en 2007.